# Боргостеки (Форли-Чезена)
Боргостеки је насеље у Италији у округу Форли-Чезена, региону Емилија-Ромања.
Према процени из 2011. у насељу је живело 115 становника. Насеље се налази на надморској висини од 111 м.